# Pteromixanum ruderatum
Pteromixanum ruderatum is een fossiele soort schietmot uit de familie Necrotauliidae.